# Yasuyuki Konno
Yasuyuki Konno (今野 泰幸 Konno Yasuyuki?, Sendai, Miyagi, 25 de enero de 1983) es un futbolista japonés, se desempeña como defensa, aunque también puede hacerlo como centrocampista.

## Selección nacional
Ha sido internacional con la selección de fútbol de Japón, habiendo participado en la Copa Mundial sub-20 de 2003 y el Mundial de 2010.
El 12 de mayo de 2014 fue incluido por el entrenador Alberto Zaccheroni en la lista final de 23 jugadores que representarán a Japón en la Copa Mundial de Fútbol de 2014 en Brasil.

### Participaciones en Copas del Mundo
| Mundial                               | Sede      | Resultado        |
| ------------------------------------- | --------- | ---------------- |
| Copa Mundial de Fútbol Sub-20 de 2003 | EAU       | Cuartos de final |
| Copa Mundial de Fútbol de 2010        | Sudáfrica | Octavos de final |
| Copa Mundial de Fútbol de 2014        | Brasil    | Primera fase     |

### Goles internacionales
| # | Fecha      | Sede                                                    | Oponente               | Gol | Resultado | Competición                                |
| - | ---------- | ------------------------------------------------------- | ---------------------- | --- | --------- | ------------------------------------------ |
| 1 | 11-11-2011 | Estadio Pamir, Dusambé, Tayikistán                      | Tayikistán             | 1–0 | 4–0       | Clasificación para la Copa Mundial de 2014 |
| 2 | 18-11-2014 | Estadio Yanmar Nagai, Osaka, Japón                      | Australia              | 1–0 | 2–1       | Amistoso                                   |
| 3 | 23-3-2017  | Estadio Hazza bin Zayed, Al Ain, Emiratos Árabes Unidos | Emiratos Árabes Unidos | 2–0 | 2–0       | Clasificación para la Copa Mundial de 2018 |
| 4 | 7-6-2017   | Estadio Ajinomoto, Tokio, Japón                         | Siria                  | 1–1 | 1–1       | Copa Kirin 2017                            |

## Clubes
| Club              | País  | Año       |
| ----------------- | ----- | --------- |
| Consadole Sapporo | Japón | 2001-2003 |
| FC Tokyo          | Japón | 2004-2011 |
| Gamba Osaka       | Japón | 2012-2019 |
| Júbilo Iwata      | Japón | 2019-2021 |

## Palmarés

### Títulos nacionales
| Título             | Club        | País  | Año  |
| Copa J. League     | F.C. Tokyo  | Japón | 2004 |
| Copa J. League     | F.C. Tokyo  | Japón | 2009 |
| J2 League          | F.C. Tokyo  | Japón | 2011 |
| Copa del Emperador | F.C. Tokyo  | Japón | 2011 |
| J2 League          | Gamba Osaka | Japón | 2013 |
| Copa J. League     | Gamba Osaka | Japón | 2014 |
| J1 League          | Gamba Osaka | Japón | 2014 |
| Copa del Emperador | Gamba Osaka | Japón | 2014 |
| Supercopa de Japón | Gamba Osaka | Japón | 2015 |
| Copa del Emperador | Gamba Osaka | Japón | 2015 |

### Títulos internacionales
| Título           | Club (*)           | Sede  | Año  |
| Copa Suruga Bank | F.C. Tokyo         | Tokio | 2010 |
| Copa Asiática    | Selección de Japón | Doha  | 2011 |

(*) Incluyendo la selección

### Distinciones individuales
| Distinción                                  | Año  |
| Jugador excepcional del Año de la J. League | 2004 |
| Jugador excepcional del Año de la J. League | 2005 |
| Jugador excepcional del Año de la J. League | 2009 |
| Jugador excepcional del Año de la J. League | 2010 |
| Jugador más emocionante de la J2 League     | 2011 |
| Jugador excepcional del Año de la J. League | 2014 |